# Букто
Букто (фр. Bouquetot) насеље је и општина у северној Француској у региону Горња Нормандија, у департману Ер која припада префектури Берне.
По подацима из 2011. године у општини је живело 1054 становника, а густина насељености је износила 80,64 становника/km². Општина се простире на површини од 13,07 km². Налази се на средњој надморској висини од 132 метара (максималној 146 m, а минималној 99 m).

## Демографија
| 1962. | 1968. | 1975. | 1982. | 1990. | 1999. | 2011. |
| ----- | ----- | ----- | ----- | ----- | ----- | ----- |
| 503   | 513   | 589   | 645   | 781   | 840   | 1.054 |

График промене броја становника у току последњих година